# Belgische wijnbouwgebieden
De Belgische wijnbouwgebieden liggen verspreid over België. Middels een Ministerieel besluit werden acht gebieden erkend. De wijndomeinen in deze gebieden die voldoen aan de kwaliteitseisen, kunnen gerechtigd worden de herkomstbenaming te voeren.
De Europese verordening (EG) 1234/2007 van 22 oktober 2007 houdende een gemeenschappelijke ordening van de (Europese) landbouwmarkten (verordening “Enige GMO”), regelt de "gemeenschappelijke marktordening". 
De wijnsector heeft in 2008 een grondige hervorming gekend met onder meer de invoering van Verordening (EG) 479/2008 houdende een gemeenschappelijke ordening van de wijnmarkt. Ook de wijnbouw in België ontsnapt niet aan deze Europese regelgeving.
België werkt in principe naar het Europees model met een V.Q.P.R.D.-kwalificatie: Vin de qualité produit dans une région déterminée, of Kwaliteitswijn met gecontroleerde oorsprongs-benaming.
We onderscheiden volgende gebieden:
- Hagelandse wijn[1]
- Haspengouwse wijn[2]
- Vin de pays des Jardins de Wallonie[3]
- Côtes de Sambre et Meuse[4]
- Heuvellandse wijn[5]
- Vlaamse mousserende kwaliteitswijn[6]
- Vlaamse landwijn[7]
- Waalse mousserende kwaliteitswijn en van de Crémant de Wallonie[8]
- Maasvallei Limburg (regio gedeeld met Nederland)

Alle Belgische wijndomeinen vallen onder deze regelgeving, maar dat wil niet zeggen dat alle wijngaarden ook het recht op een dergelijke herkomstbenaming hebben.